# Jeff Conaway
Jeffrey Charles William Michael „Jeff“ Conaway (5. října 1950 New York, New York – 27. května 2011 Los Angeles, Kalifornie) byl americký herec.
Již ve svých deseti letech dostal v roce 1960 hlavní roli jednoho ze čtyř chlapců v broadwayské inscenaci All the Way Home, později hrál též ve hře Iry Levina Critic's Choice. Studoval University of North Carolina School of the Arts a New York University. Před kamerou se poprvé objevil v roce 1971, kdy hrál ve filmu Jennifer on My Mind. V průběhu 70. a 80. let se objevoval ve filmech a seriálech především v menších epizodních rolích, mezi jeho nejvýznamnější role patří Kenickie ve snímku Pomáda (1978), Bobby Wheeler v seriálu Taxi (1978–1982), princ Erik Greystone v seriálu Wizards and Warriors (1983) a John Higgins v seriálu Berrenger's (1985). Objevil se také např. v seriálech Matlock nebo To je vražda, napsala. V 90. letech hrál např. ve filmech Ďábelská hra a Muž na Měsíci (1999), mezi fanoušky sci-fi je známá jeho postava bezpečnostního důstojníka Zacka Allana v seriálu Babylon 5 (1994–1998). V průběhu druhé řady zde vystupoval jako vedlejší postava, ve třetí až páté řadě se již jednalo o jednu z hlavních postav. Jako Allan se objevil i v navazujících televizních filmech Babylon 5: Třetí prostor, Babylon 5: Řeka duší (oba 1998) a Babylon 5: Volání do zbraně (1999). Po roce 2000 hrál např. v seriálu She Spies nebo komedii Velké dítě Dickie Roberts.
V 60. letech působil jako zpěvák a kytarista rockové skupiny The 3 1/2, která v letech 1966 a 1967 vydala čtyři singly.
Conaway měl dlouhodobé problémy s užíváním drog a návykových látek. Dne 11. května 2011 byl nalezen v bezvědomí, původně se hovořilo o předávkování léky. Vyšetření ukázalo, že se jednalo o zápal plic spojený se sepsí, proto byl uveden do umělého spánku. Zápal plic neměl přímou souvislost s užíváním drog, ty však omezily hercovu schopnost rozeznat, že je těžce nemocný. Dne 26. května 2011 se rozhodla jeho rodina o odpojení z přístrojů, protože lékaři jeho stav nedokázali zlepšit. Zemřel o den později.